# Ryzyne
Ryzyne (ukr. Ризине) – wieś na Ukrainie, w obwodzie czerkaskim, w rejonie zwinogródzkim. W 2001 liczyła 1093 mieszkańców, wśród których 1075 jako ojczysty język wskazało ukraiński, 15 rosyjski, 1 rumuński, a 2 inny.